# Euphyia heteroleuca
Euphyia heteroleuca är en fjärilsart som beskrevs av Edward Meyrick 1891. Euphyia heteroleuca ingår i släktet Euphyia och familjen mätare. Inga underarter finns listade i Catalogue of Life.